# Augochlorella
Augochlorella es un género de abejas halíctidas. Hay cerca de 18 especies descritas. Se encuentran en el Neártico y Neotrópico.

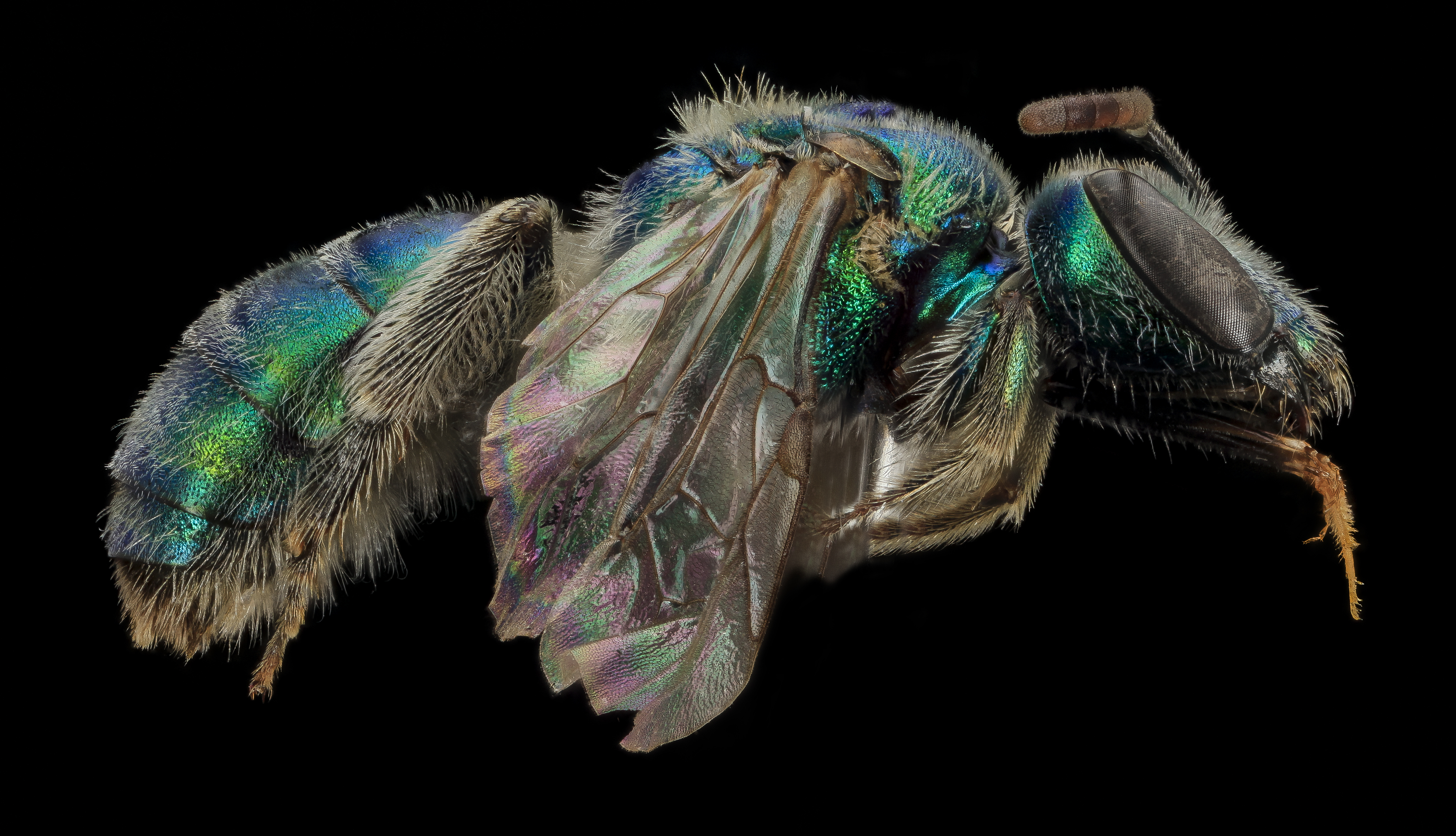
Augochlorella pomoniella

## Especies
- Augochlorella acarinata Coelho, 2004
- Augochlorella aurata (Smith, 1853)
- Augochlorella bracteata Ordway, 1966
- Augochlorella comis (Vachal, 1911)
- Augochlorella ephyra (Schrottky, 1910)
- Augochlorella gratiosa (Smith, 1853)
- Augochlorella iopoecila Moure, 1950
- Augochlorella iphigenia (Holmberg, 1886)
- Augochlorella karankawa Coelho, 2004
- Augochlorella meridionalis Coelho, 2004
- Augochlorella michaelis (Vachal, 1911)
- Augochlorella neglectula (Cockerell, 1897)
- Augochlorella persimilis (Viereck, 1910)
- Augochlorella pomoniella (Cockerell, 1915)
- Augochlorella stenothoracica Coelho, 2004
- Augochlorella tredecim (Vachal, 1911)
- Augochlorella una Coelho, 2004
- Augochlorella urania (Smith, 1853)